# Rachicerus shannoni
Rachicerus shannoni är en tvåvingeart som beskrevs av Carrera 1945. Rachicerus shannoni ingår i släktet Rachicerus och familjen vedflugor. Inga underarter finns listade i Catalogue of Life.